# Étienne Dominique Olry
Pour les articles homonymes, voir Olry.
Étienne Dominique Olry, né le 28 décembre 1829, à Allain-aux-Bœufs (Meurthe), et mort le 10 décembre 1885, au même endroit, est un instituteur lorrain atypique, un homme féru de pédagogie et un érudit local très prolifique des sociétés savantes lorraines du XIXe siècle. Il est à l'origine de nombreux travaux artistiques, littéraires, archéologiques, géographiques et historiques, portant sur la région Lorraine.

## La famille d'Étienne Dominique Olry
Étienne Dominique Olry est le deuxième fils de Jean Nicolas François Olry (° 5 mars 1803, Colombey-les-Belles - † 21 septembre 1855, Allain-aux-Bœufs), instituteur d'Allain-aux-Bœufs, et d'Anne Brigitte Remy (° 26 janvier 04, Allain-aux-Bœufs - † 1877, Allain-aux-Bœufs). Il a pour frères et sœurs :
- Victor Nicolas (1828-1834)
- Jean Nicolas (1831-1834)
- Joseph Ferdinand (1833-1834)
- Anne Thérèse (1834-1903)
- Marie Mélanie (1836-?)
- Ferdinand (1838-?)
- Pierre François Xavier (1839-1840)
- Pierre Lucien (1841-1841)
- Joseph Félix (1842-?)
- Marie Thérèse (1845-?)
- Prosper Auguste (1846-1848)

Le 4 octobre 1853, Étienne Dominique Olry épouse, à Allain-aux-Bœufs, Marie Thérèse Amélie Thouvenin (° 20 août 1834, Allain-aux-Bœufs - † 1912, Allain-aux-Bœufs). De cette union naissent :
- Marie Thérèse Camille, en 1854,
- Victor Eugène, en 1855,
- Marie Laurence, en 1856.

Étienne Dominique Olry est aussi l'oncle de Jean Peltre, géographe et membre de l'Académie de Stanislas, et le grand-oncle de Christine Peltre, historienne de l'art contemporain, spécialiste de la peinture orientaliste, et directrice de l'Institut d'histoire de l'art de Strasbourg.

## Le «Jules Ferry d'Allain»
Le 4 mai 1851, après deux ans passés à l'École Normale d'Instituteurs de Nancy, Étienne Dominique Olry devient l'instituteur d'Allain-aux-Bœufs, en remplacement de son propre père, évincé pour ses opinions politiques trop radicales pour les partisans du Second Empire nouvellement instauré.

Apparaissant plus modéré que son aïeul, Étienne Dominique Olry n'en est pas moins un fervent défenseur de l'école publique et de l'instruction pour tous. En effet, dès sa prise de poste, il lutte pour la gratuité de l'instruction au village, qu'il obtient en 1861, soit 21 ans avant les Lois Ferry. En 1859, il fonde, avec le concours de la municipalité d'Allain-aux-Bœufs, la première bibliothèque scolaire du département de la Meurthe comptant 148 ouvrages, dont 86 offerts par le Ministre de l'Instruction publique, informé des efforts consentis.

Par ailleurs, Étienne Dominique Olry est aussi connu pour être un instituteur aux méthodes atypiques mais efficaces. En effet, en marge de l'instruction traditionnelle, basée sur l'enseignement du français et des mathématiques, il préfère davantage axer ses leçons sur l'agriculture, les sorties de terrains et la réalisation de dessins, croquis, plans et cartes, dont certains sont d'ailleurs primés à l'exposition universelle de Paris, en 1867.
De plus, en l'absence de livres adéquats sur ces types d'enseignements, il conçoit, avec le concours de ses élèves, un manuel, récompensé lors d'un comice agricole à Toul, puis diffusé et utilisé dans toutes les écoles du canton.

Enfin, à partir de 1879, Étienne Dominique Olry donne, chaque hiver, les travaux champêtres achevés, des cours aux adultes d'Allain, afin de combler les lacunes dues à l'irrégularité de leur scolarité.

## L'érudit des sociétés lorraines

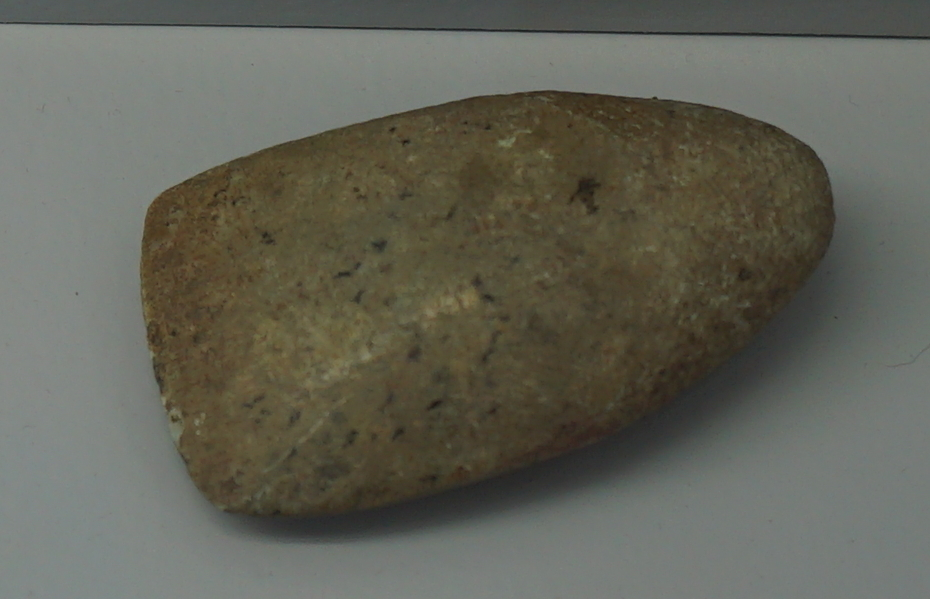
Hache en pierre polie de la collection Olry.

Étienne Dominique Olry fait partie des plus brillantes sociétés savantes lorraines de l'époque, dont la Société de géographie de l'Est, la Société d'histoire et d'archéologie de la Lorraine, la Société d'émulation du département des Vosges, ainsi que l'Académie de Stanislas. Il est aussi un des correspondants de la Commission de topographie des Gaules. C'est à la suite des réunions de ces cercles d'érudition qu'Étienne Dominique Olry publie nombre d'ouvrages touchant à l'archéologie, à l'histoire, à la géographie, et incluant une multitude de plans, cartes et dessins illustrant ses propos.
Mais l'érudit des sociétés lorraines est avant tout un homme de terrain. Passionné d'archéologie, il découvre dans le « Bois Anciota », à Allain-aux-Bœufs, des vestiges d'habitations gallo-romaines détruites vers le IVe siècle lors des « Invasions barbares ». Aujourd'hui, la collection d'Étienne Dominique Olry, objets récoltés en prospection ou en fouille dans le Toulois, est conservée au Musée lorrain de Nancy et au Musée d'art et d'histoire de Toul. Dans ce dernier, dans les salles d'archéologie, nous pouvons découvrir des objets remontant au Néolithique, comme une jolie série de pointes de flèches en silex par exemple, ou encore des objets des périodes protohistoriques de l'âge du bronze et de l'âge du fer ainsi que de l'époque gallo-romaine. Ces objets ont été donnés au musée toulois en décembre 1978, par les petits-neveux d'Étienne Dominique Olry, M. et Mme Jacquet, d'Allain.

## Les publications d'Étienne Dominique Olry
Étienne Dominique Olry est l'auteur de, :
- Olry (Étienne Dominique), continuation du Répertoire archéologique du département de la Meurthe de Benoît (Louis), 1862 ;
- Olry (Étienne-Dominique), « Répertoire archéologique du département de la Meurthe, cantons de Colombey et Toul-Sud », in Mémoires de la Société d’Archéologie Lorraine et du Musée Historique Lorrain, Nancy, Imprimerie de A. Lepage, 1865, p. 55-108.
- Olry (Étienne-Dominique), « L'église d'Allamps », in Mémoires de la Société d'Archéologie Lorraine, Nancy, Imprimerie de A. Lepage, 1865, p. 5-13 ;
- Olry (Étienne Dominique), « Répertoire archéologique des cantons d'Haroué et Vézelise », in Mémoires de la Société d'Archéologie Lorraine, Nancy, Imprimerie de A. Lepage, 1866, p. 110-190 ;
- Olry (Étienne Dominique), « Recherches sur les caractères des églises romanes en Lorraine (cantons de Colombey, Haroué, Toul-Sud et Vézelise) », in Mémoires de la Société d'Archéologie Lorraine, Nancy, Imprimerie de A. Lepage, 1867, p. 107-136 ;
- Olry (Étienne Dominique), « Notice sur la chapelle de Notre-Dame-des-Gouttes à Housselmont », in Journal de la Société d'Archéologie Lorraine et du Comité du Musée Lorrain, 1867, p. 103-140 ;
- Olry (Étienne Dominique), L'archéologie et l'instituteur, 1868 ;
- Olry (Étienne Dominique), « Topographie de la montagne de Sion-Vaudémont et de ses environs », in Mémoires de la Société d'Archéologie Lorraine, Nancy, Imprimerie de A. Lepage, 1868, p. 44-88 ;
- Olry (Étienne Dominique), « Répertoire archéologique de la ville, des faubourgs et du territoire de Toul », in Mémoires de la Société d'Archéologie Lorraine, Nancy, Imprimerie de A. Lepage, 1869, p. 194-284 ;
- Olry (Étienne Dominique), « Répertoire archéologique des cantons de Colombey et Toul-Sud », in Mémoires de la Société d'Archéologie Lorraine, Nancy, Imprimerie de A. Lepage, 1870, Tome IV, p. 55-108 ;
- Olry (Étienne Dominique), « Répertoire archéologique de l'arrondissement de Toul, des cantons de Domèvre, Toul-Nord et Thiaucourt », in Mémoires de la Société d'Archéologie Lorraine, Nancy, Imprimerie de A. Lepage, 1871, 111 p. ;
- Olry (Étienne Dominique), « Note sur le comté de Vaudémont, son étendue, ses enclaves, sa population en 1477, et sur Vézelise, sa capitale », in Mémoires de la Société d'Archéologie Lorraine, Nancy, Imprimerie de A. Lepage, 1871, p. 290-304 ;
- Olry (Étienne Dominique), Petite géographie de l'arrondissement de Toul, à l'usage des écoles, Nancy, Imprimerie de Crépin-Leblond, 1872 ;
- Olry (Étienne Dominique), « Notice sur le château de Tumejus et sur la Blaissière », in Mémoires de la Société d'Archéologie Lorraine, Nancy, Imprimerie de A. Lepage, 1874, p. 386-447 ;
- Olry (Étienne Dominique), Notice sur le château de Tumejus et sur la Blaissière, ban de Bulligny, Nancy, Imprimerie Crépin-Leblond, 1874 ;
- Olry (Étienne Dominique), « Notes géologiques sur le département de Meurthe-et-Moselle », in « Bulletin de la Société scientifique de Nancy, série II , Tome II, Fascicule IV, 1876 », sur i-Revues, INIST (consulté le 4 juin 2020), p. 33-45 ;
- Olry (Étienne Dominique), « Notice sur le village de Germiny », in Mémoires de la Société d'Archéologie Lorraine, Nancy, Imprimerie de A. Lepage, 1877, p. 379-416 ;
- Olry (Étienne Dominique), Sobriquets et dictons appliqués aux noms et aux habitants de quantité de villages du pays, 1882 ;
- Olry (Étienne Dominique), Excursion de Nancy à Sion-Vaudémont par les collines, 1882 ;
- Olry (Étienne Dominique), De Nancy au Mont Saint-Michel près de Toul, 1883 ;
- Olry (Étienne Dominique), Recherches sur les phénomènes météorologiques de la Lorraine, Nancy, Imprimerie Berger-Levrault et Cie, 1885 ;
- Olry (Étienne Dominique), Matériaux pour servir à l'histoire d'Allain, 1885, manuscrit.

## Les hommages rendus à Étienne Dominique Olry
Premièrement, pour son dévouement envers l'École, Étienne Dominique Olry est fait officier d'académie en 1874, puis officier de l'Instruction publique en 1880.

Ensuite, le jour de ses obsèques, près d'un millier de personnes, dont 70 instituteurs, des délégués de sociétés savantes, et l'abbé Joseph Trouillet, le bâtisseur de la basilique Saint-Epvre de Nancy, font le déplacement. Ce dernier offre d'ailleurs à l'église paroissiale d'Allain, un vitrail représentant l'instituteur défunt.

Enfin, le Centre de formation agricole de Toul et la rue principale d'Allain ont été rebaptisés Lycée et Rue Étienne-Dominique-Orly, dans les années 1990.